# Qabān Kandī
Qabān Kandī (persiska: قَبان كَندی, قبان کندی) är en ort i Iran.   Den ligger i provinsen Västazarbaijan, i den nordvästra delen av landet, 500 km väster om huvudstaden Teheran. Qabān Kandī ligger 1 360 meter över havet och antalet invånare är 835.
Terrängen runt Qabān Kandī är kuperad åt nordost, men åt sydväst är den platt. Runt Qabān Kandī är det ganska glesbefolkat, med 47 invånare per kvadratkilometer. Närmaste större samhälle är باروق, 12,4 km nordväst om Qabān Kandī. Trakten runt Qabān Kandī består till största delen av jordbruksmark.